# U-Bahnhof Frankenstraße
Der U-Bahnhof Frankenstraße (Abkürzung: FR) wurde als neunter U-Bahnhof der Nürnberger U-Bahn am 18. Juni 1974 eröffnet. Er ist 673 m vom U-Bahnhof Maffeiplatz und 752 m vom U-Bahnhof Hasenbuck entfernt. Bis zum 23. September 1975 war er Endbahnhof für die Linie U1. Täglich wird er von rund 21.900 Fahrgästen genutzt (Mo–Fr, 2019).
Der U-Bahnhof wurde unter der Bezeichnung Frankenstraße/Südring eröffnet, ab Fahrplanwechsel im September 1980 wurde der Namenszusatz Südring weggelassen. Die Frankenstraße ist nach dem germanischen Stamm der Franken benannt und Teil des Nürnberger Rings.

## Lage und Infrastruktur

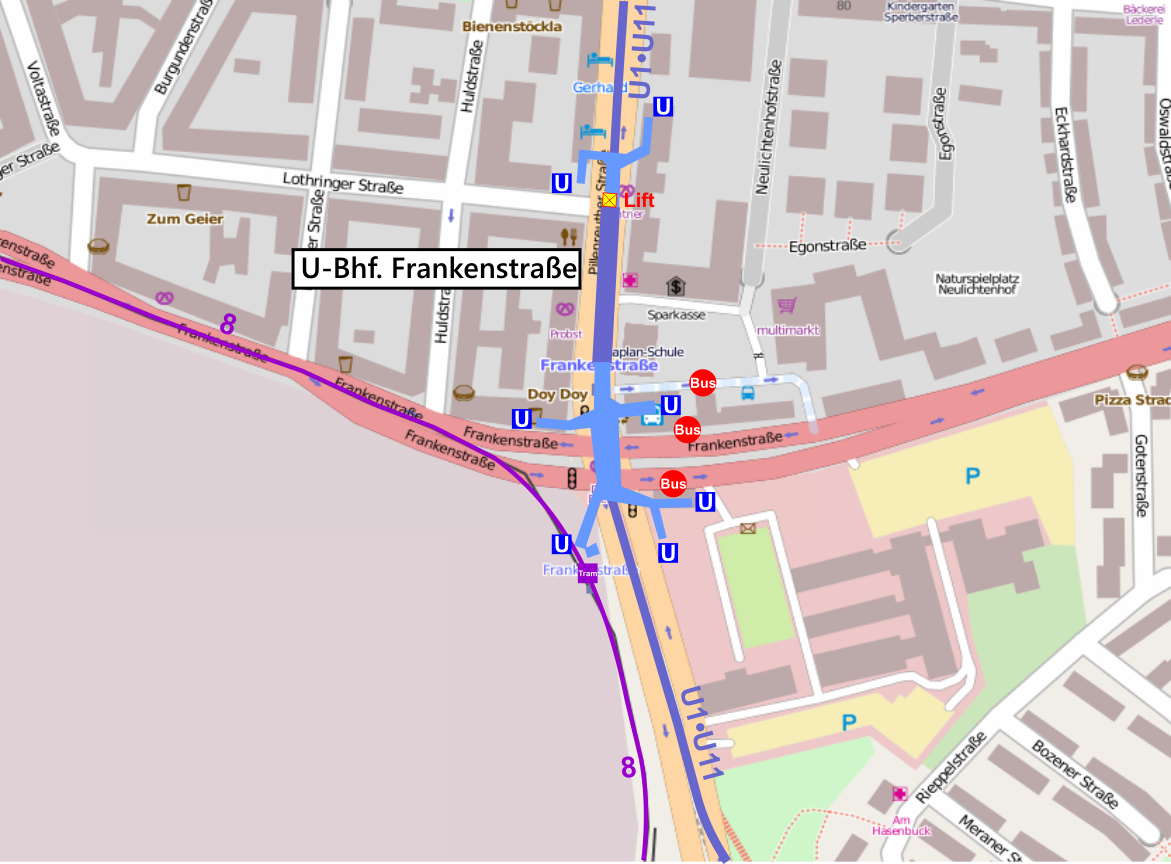
Lageplan U-Bhf. Frankenstrasse

Der Bahnhof liegt im Nürnberger Stadtteil Hummelstein und erstreckt sich unterirdisch in Nord-Süd-Richtung unter der Pillenreuther Straße zwischen Lothringer- und Frankenstraße (Südring / B 4 R). Vom nördlichen Bahnsteigkopf führt ein Aufgang in ein Verteilergeschoss unter der Pillenreuther Straße und von dort aus auf deren West- und Ostseite. Vom Südkopf führt ein Aufgang in ein Verteilergeschoss unter der Kreuzung Pillenreuther-/ Katzwanger-/ Frankenstraße und von dort aus an alle Ecken der Kreuzung und zum Omnibusbahnhof. Ein Aufzug führt vom Nordkopf des Bahnhofs an die Oberfläche inmitten der Pillenreuther Straße. An den Bahnhof schließt sich Richtung Fürth ein spitz und Richtung Langwasser ein stumpf zu befahrender Gleiswechsel an.

## Bauwerk und Architektur

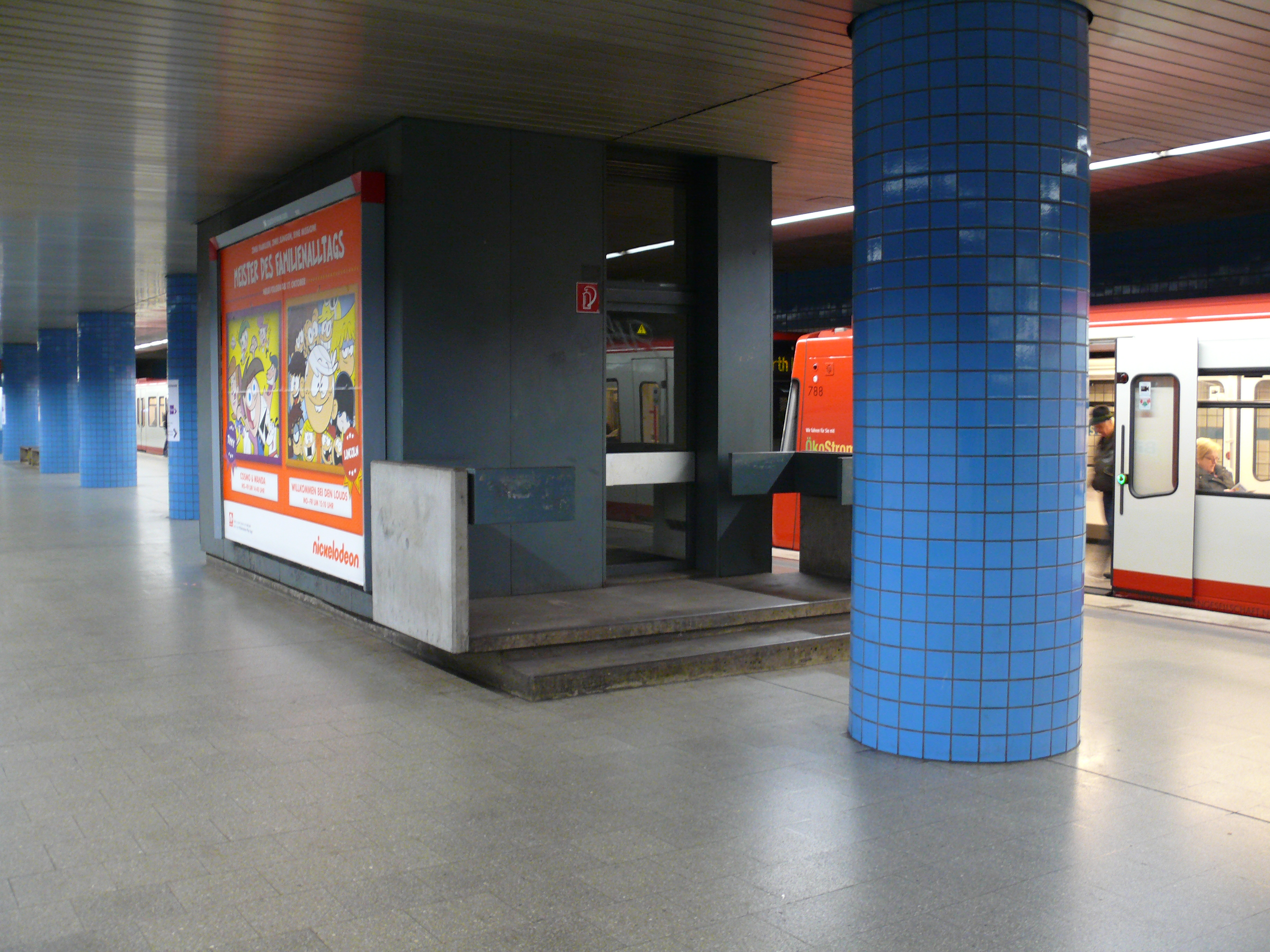
Ehemaliges Abfertigungshäuschen

Die Bauarbeiten für das 225 m lange Bahnhofsbauwerk begannen am 6. Dezember 1971 und wurden in offener Bauweise mit Berliner Verbau ausgeführt. Der Aufzug wurde im Jahre 1983 nachgerüstet. Das südliche Verteilergeschoss ist ungewöhnlich großzügig angelegt, da hier ursprünglich eine Ladenpassage geplant war, die jedoch nie realisiert wurde.
Die Farbe des U-Bahnhofs ist blau. Die mit Keramikfliesen gekachelten Bahnsteigwände sind vom Boden bis auf Höhe der Bahnsteigkante blau, dann weiß mit Unterbrechung durch das Band mit dem Bahnsteignamen (weiße Schrift auf blauem Hintergrund) und anschließend wieder blau bis zur Decke. Die runden Stützsäulen sind ebenfalls blau gekachelt.
Im Zeitraum vom 1. September 2016 bis Anfang 2018 wurde der Bahnhof modernisiert. Dabei wurden unter anderem die Sitzflächen der Holzbänke und die Abfallkörbe ausgetauscht und die Bahnsteigkanten modernisiert, bei denen bereits der Beton abbröckelte. Bei den Bushaltestellen wurde der Bodenbelag erneuert und mit Blindenleitplatten ausgestattet.

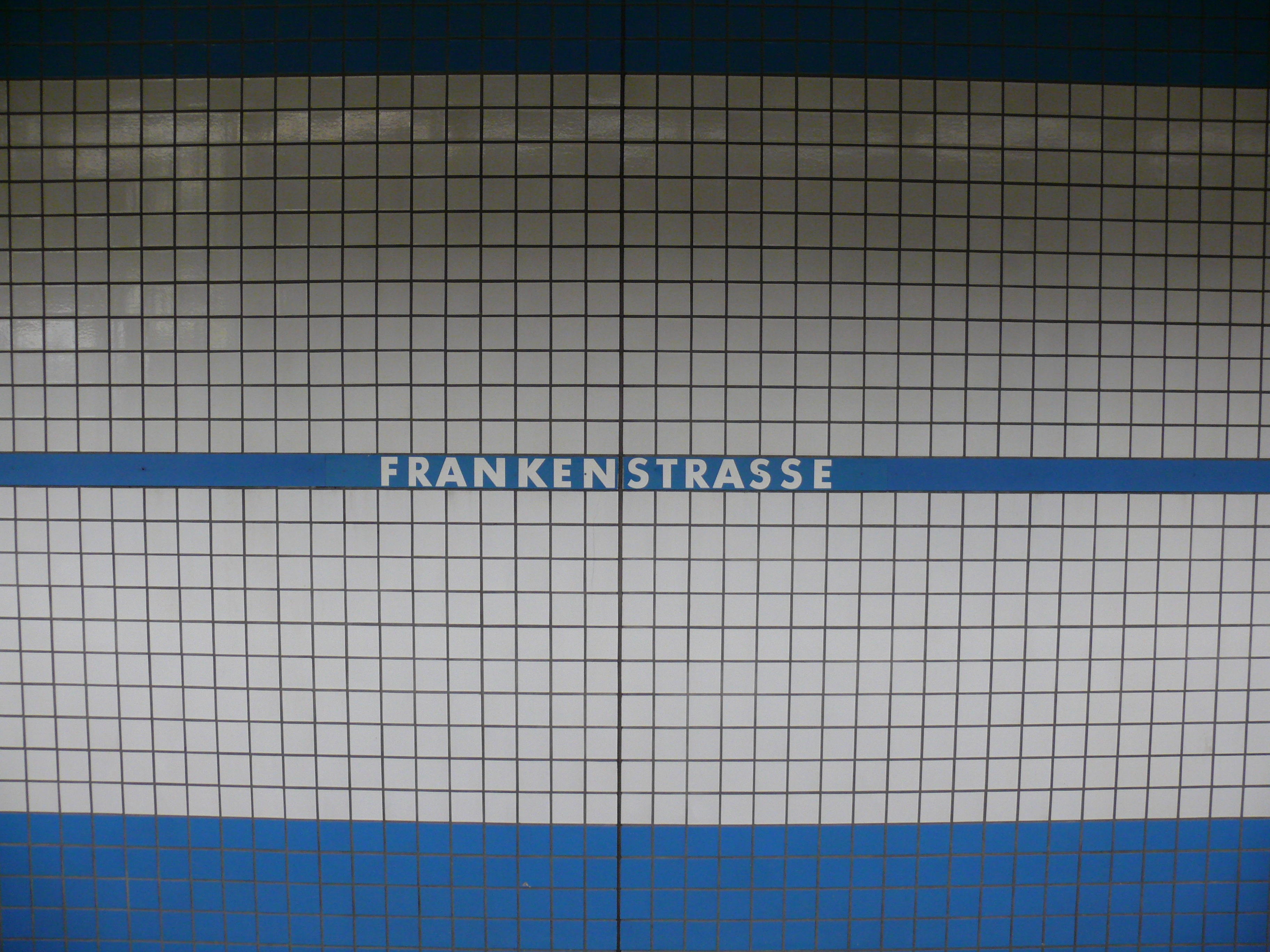
Stationsname an der Bahnsteigwand
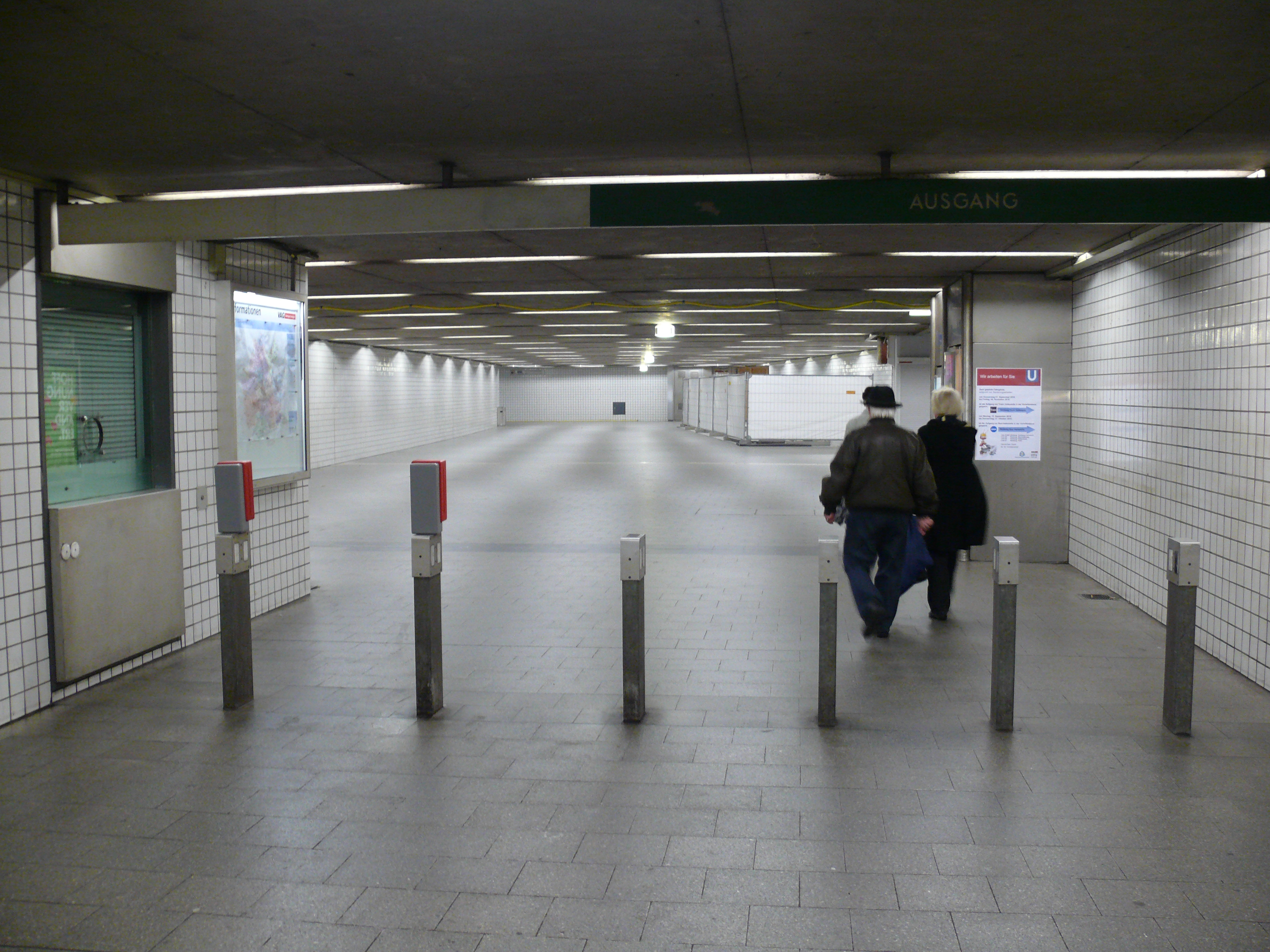
Großzügiges Verteilergeschoss vor der Sanierung
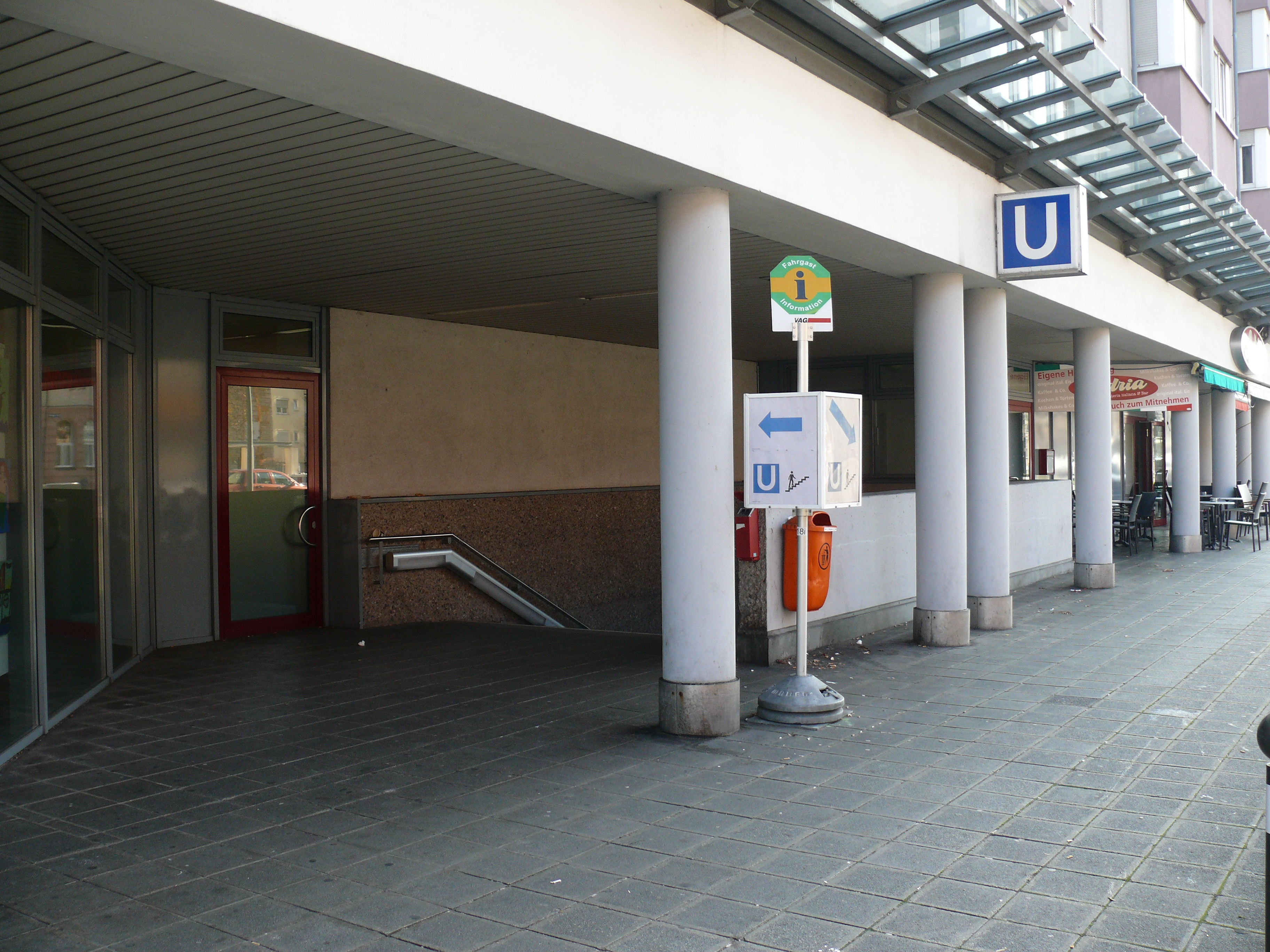
Abgang von der Oberfläche zum Verteilergeschoss
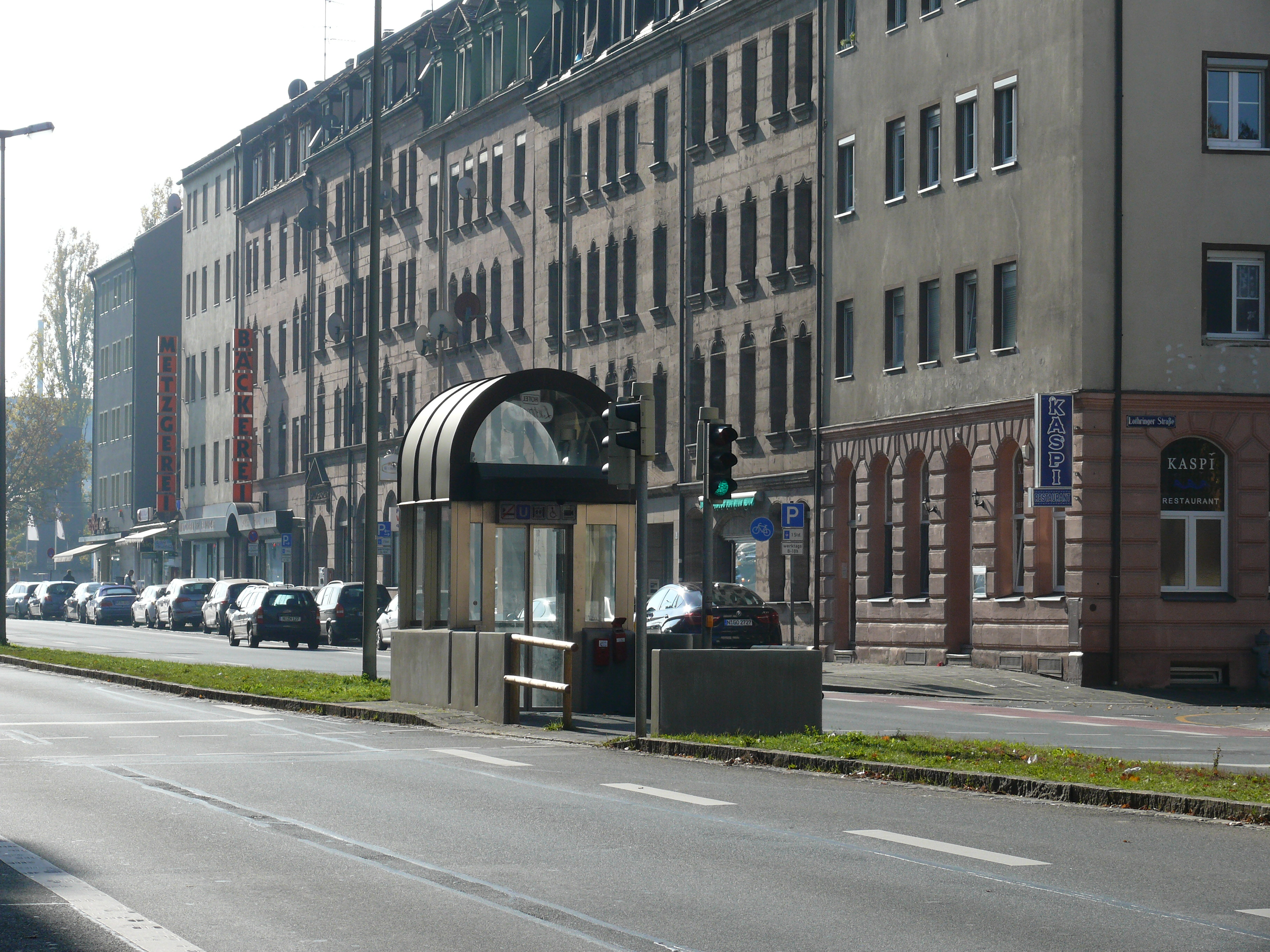
Aufzug von der Oberfläche zur Bahnsteigebene
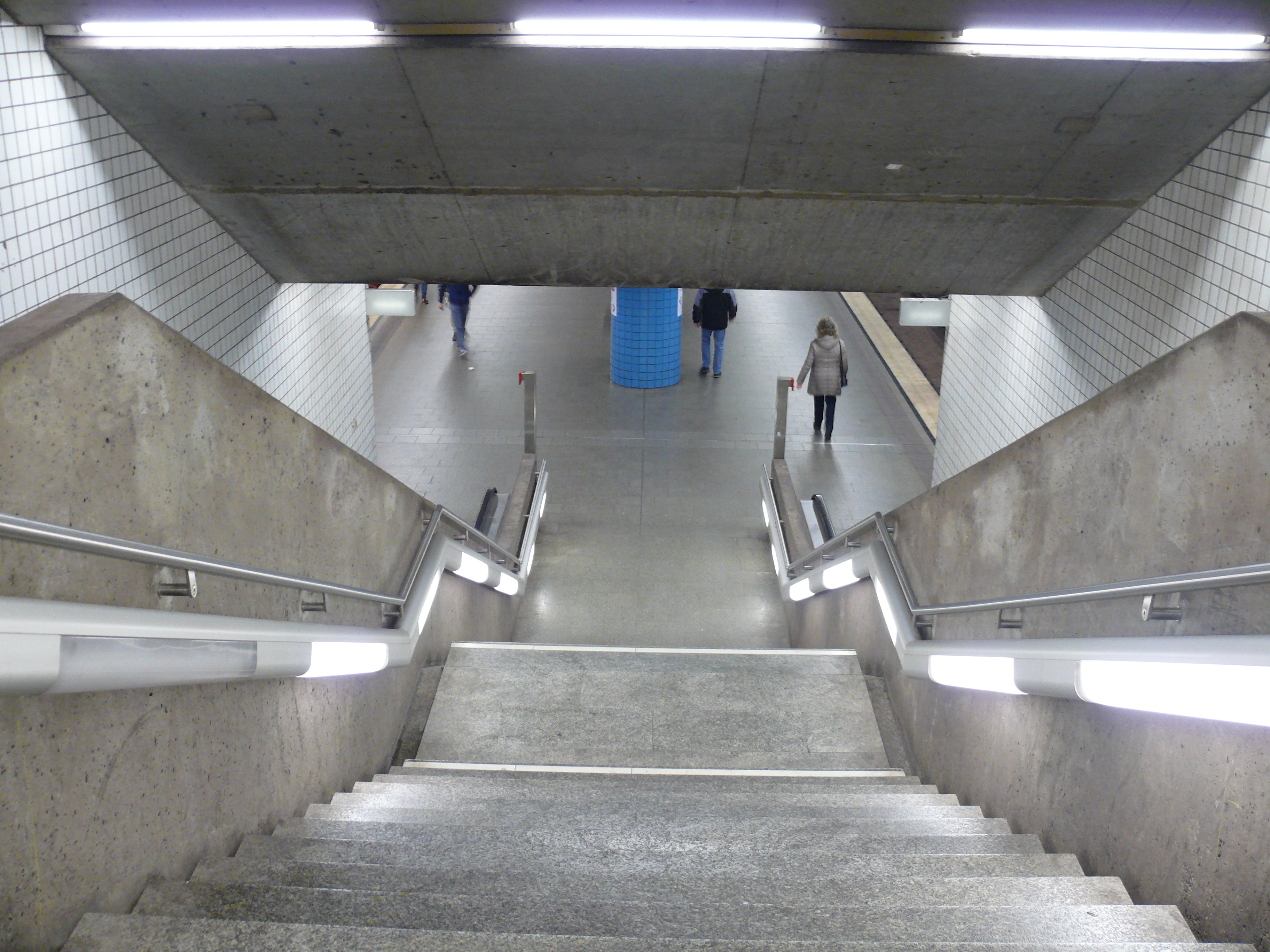
Abgang zur Bahnsteigebene
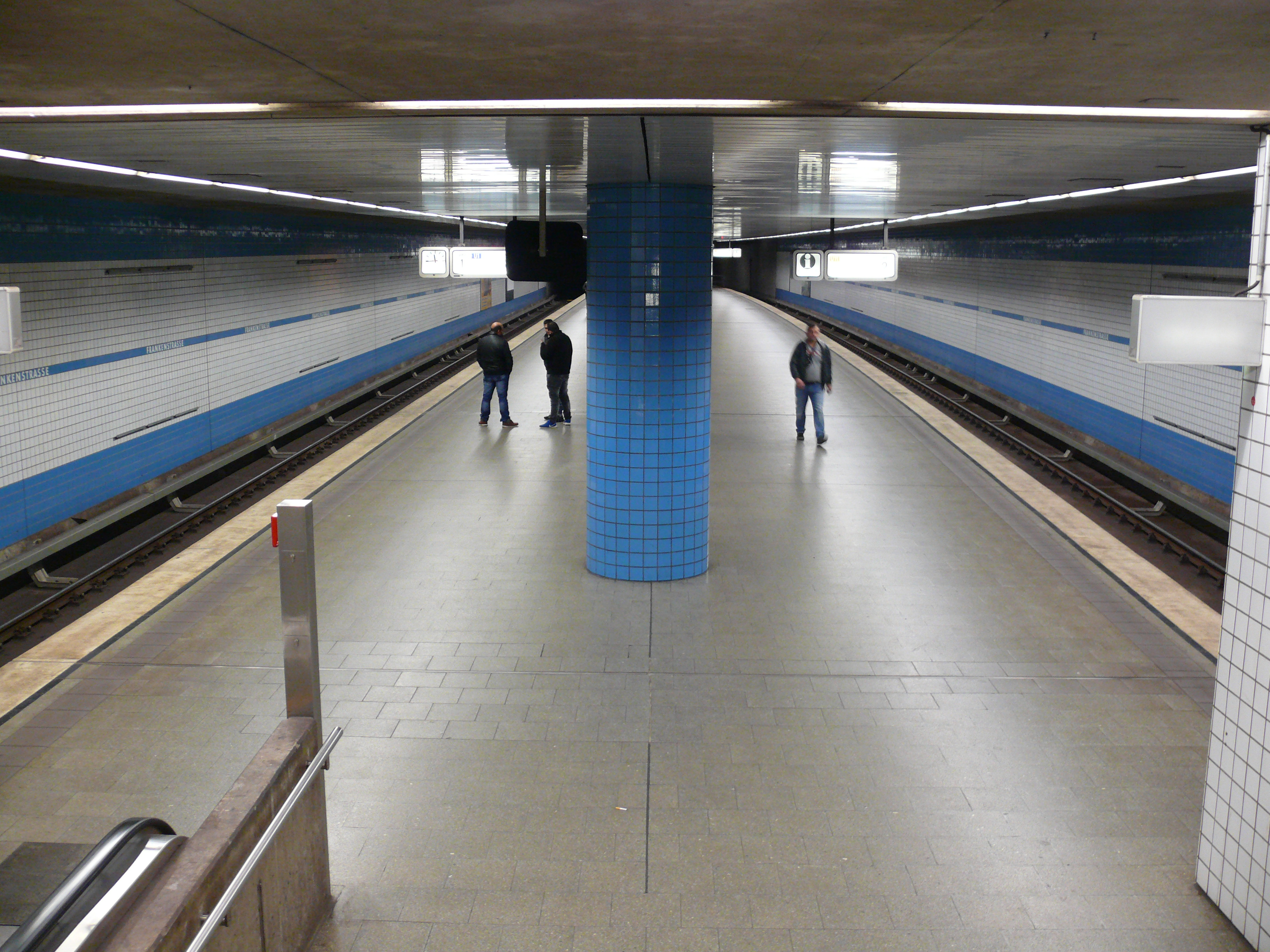
Blick auf die Bahnsteigebene vor der Sanierung

## Linien
| Linie | Verlauf | Takt                                   |
| ----- | --- | -------------------------------------- |
| U1    | Langwasser Süd – Gemeinschaftshaus – Langwasser Mitte – Scharfreiterring – Langwasser Nord – Messe – Bauernfeindstraße – Hasenbuck – Frankenstraße – Maffeiplatz – Aufseßplatz – Hauptbahnhof – Lorenzkirche – Weißer Turm – Plärrer – Gostenhof – Bärenschanze – Maximilianstraße – Eberhardshof – Muggenhof – Stadtgrenze – Jakobinenstraße – Fürth Hauptbahnhof – Rathaus – Stadthalle – Klinikum – Hardhöhe Stand: Fahrplanwechsel Dezember 2024 | 3⅓ min (HVZ) 6⅔ min (NVZ) 10 min (SVZ) |

Umsteigemöglichkeiten
| Linie              | Strecke | Takt                                       |
| ------------------ | --- | ------------------------------------------ |
| Straßenbahnlinie 5 | Tiergarten – Siedlerstraße – Balthasar-Neumann-Straße – Mögeldorf – Lechnerstraße – Business Tower – Marthastraße – Norikerstraße – Dürrenhof – Marientunnel – Hauptbahnhof – Celtisplatz – Aufseßplatz – Christuskirche – Humboldtstraße – Schuckertstraße – Siemensstraße – Lothringer Straße – Frankenstraße – Trafowerk – Am Rangierbahnhof – Finkenbrunn – Südfriedhof – Saarbrückener Straße – Worzeldorfer Straße Stand: Fahrplanwechsel Dezember 2024 | 10 min (werktags) 20 min (sonn-/feiertags) |

An der Oberfläche befinden sich ein Busbahnhof mit Umsteigemöglichkeiten zu den Stadtbuslinien:
- Frankenstraße – Dutzendteich – Mögeldorf – Nordostbahnhof – Ziegelstein
- Frankenstraße – Kornburg – Kleinschwarzenlohe Nord
- Frankenstraße – Werderau / Wacholderweg
- Röthenbach – Hohe Marter – Sandreuth – Frankenstraße – Ostring – Schoppershof – Nordostbahnhof
- Frankenstraße – Eibach – Röthenbach – Fürth Hauptbahnhof
- Frankenstraße – Kornburg – Wendelstein

Am Wochenende verkehrt auch die Nachtbuslinie:
- Hauptbahnhof – Maffeiplatz – Frankenstraße – Südfriedhof – Weiherhaus – Herpersdorf – Worzeldorf